# クィントゥス・ムキウス・スカエウォラ (紀元前117年の執政官)
クィントゥス・ムキウス・スカエウォラ（ラテン語: Quintus Mucius Scaevola、- 紀元前88年以降）は、紀元前2世紀後期から紀元前1世紀初期の共和政ローマの政治家。紀元前117年に執政官（コンスル）を務めた。アウグル（鳥占官）を務めたことから、スカエウォラ・アウグルとも呼ばれる。
スキピオ・アエミリアヌスの知的サークル「スキピオ・サークル」の一員であり、キケロの師の一人。

## 出自

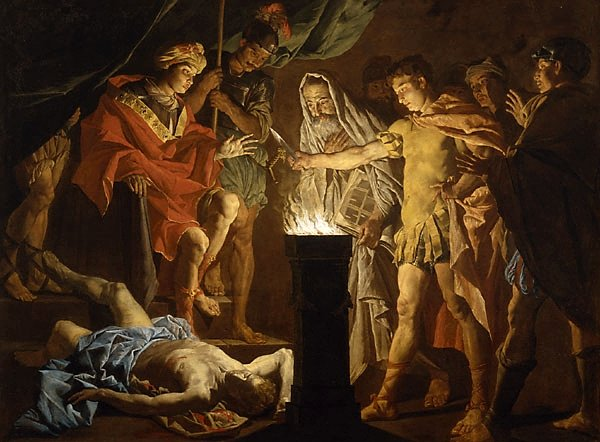
ラルス・ポルセンナの前に立つガイウス・ムキウス・スカエウォラ。マシアス・ストメル画、1640年代初頭、

古代の歴史家は、紀元前508年にローマを包囲したエトルリア王ラルス・ポルセンナを暗殺しようとして捕虜となり、その面前で自身の右手を焼いて勇気を示した、伝説的な英雄であるガイウス・ムキウス・スカエウォラ（スカエウォラは左利きの意味）をムキウス氏族の先祖としているが、現代の研究者はこれはフィクションであると考えている。スカエウォラというコグノーメン（第三名、家族名）は首に巻く男根のお守りに由来する可能性もある。実際、高官を出したムキウス氏族はプレブス（平民）系であり、歴史に登場するのは比較的遅く、紀元前220年にクィントゥス・ムキウス・スカエウォラが執政官に就任したときである（即ち、ガイウス以来300年近く歴史に登場していない）。
このクイントゥスには二人の息子があり、プブリウスは紀元前175年に、クィントゥスは紀元前174年に、執政官を務めた。紀元前174年の執政官クイントゥスの息子が本記事のスカエウォラである。プブリウスの息子プブリウスは紀元前133年に、プブリウス・リキニウス・クラッスス・ディウェス・ムキアヌスは紀元前131年に執政官を務めた。
この一族の代表者は、伝統的に軍事分野ではなく、法学と聖職の専門家として活躍した。二人の従兄弟はともに最高神祇官であり、法律書の著者であった。スカエウォラもその伝統を引き継いだ。

## 経歴

### 早期の経歴
スカエウォラと父クイントゥスの執政官就任年には57年の開きがある。このため、ドイツの歴史家F. ミュンツァーは、スカエウォラの生誕年は、クイントゥスの執政官就任年（紀元前174年）以降であると推定している。実際、キケロは、『弁論家について』の中の紀元前155年の話に「若きスカエウォラ」を登場させており、ミュンツァーの説と一致する。一方で同じキケロの『友情について』では、紀元前129年の時点でクアエストル（按察官）になれる年齢（30歳前後）と記している。とすれば、紀元前160年頃の生まれとなるが、ミュンツァーはこれを、単なる混乱としている。
若きスカエウォラは、「スキピオ・サークル」の一員となり、他のメンバーとギリシア文化への愛、穏健な改革の計画などを共有していた。紀元前155年、第三アカデメイアの創設者であるカルネアデスがローマを訪問したときには、スカエウォラも多くの若いローマのノビレスと共に彼の講義に参加したが、「スキピオ・サークル」のメンバーはアカデメイア学派よりもストア派を好んだ。キケロは、『弁論家について』の中でスカエウォラの「我々ストア派は……」という発言を記している。
スカエウォラは、遅くとも紀元前140年までには、スキピオ・アエミリアヌスの最も親しい友人であったガイウス・ラエリウス・サピエンスの長女と結婚した。このため、サピエンスの次女と結婚したガイウス・ファンニウスとは義兄弟になる。紀元前129年またはそれ以前にスカエウォラは、終身職であるアウグル（鳥占官）に就任した。このときの候補者の一人はファンニウスでファンニウスの方が年上であったが、サピエンスはスカエウォラを支持した。サピエンスはファンニウスをあまり好んでいなかったようで、アウグルの地位を「年下の方の婿に与えたのではなく、年上の娘に与えた」と述べている。

### 政治歴
スカエウォラは一族の他の人物と比べると、クルスス・ホノルム（名誉の階段）を登るのがかなり遅れた。ミュンツァーによれば、これはスカエウォラがグラックス兄弟と家族ぐるみで親しかったことが影響している。ティベリウス・センプロニウス・グラックス（グラックス弟）の戦友の一人であるガイウス・ブロシウスが、スカエウォラ家と強い結びつきがあったことをキケロが記している。キケロはまた、ガイウス・センプロニウス・グラックス（グラックス弟）の首を取って賞金を得たルキウス・セプティムレイウスをあざ笑う冗談を語っている。セプティムレイウスがスカエウォラのところにキて、アシア属州総督の地位を求めたとき、彼はこう答えた。

愚かな男よ、何故そんなものが必要なのだ？ローマには悪しき市民が大勢いる。お前がローマに留まるならば、数年後には大金を手に入れることができるだろうに。私がそれを保証しよう。
キケロ『弁論家について』、II, 269

スカエウォラは紀元前128年に護民官に、紀元前125年にはアエディリス（按察官）に就任した。また、遅くとも紀元前120年までにはプラエトル（法務官）を務めたはずである。このときスカエウォラはアシア属州の総督を務めたが、ここは10年前に従兄弟のクラッスス・ディウェス・ムキアヌスが総督を務めた土地であった。スカエウォラは赴任途中にアテナイとロードスを訪れ、有名な修辞家アラバンドのアポロニウスに会っている。
紀元前119年、ローマに戻ったスカエウォラはすぐに不当利得返還訴訟で裁判にかけられた。告訴したのは、スカエウォラに対して個人的な恨みをもっていたエクィテス（騎士階級）のティトゥス・アルブキウスであった。ギリシアで教育を受けたアルブキウスは、「ほとんどギリシア人と言っていいほどだった」ため、アテネでスカエウォラと会った際に冷笑の対象となってしまった。スカエウォラはアルブキウスにギリシア人として挨拶した。同時代の詩人で風刺作家であるルキリウスは、スカエウォラの口から出たことを語っている。ルキリウスはこの出来事をユーモラスに解釈し、両者を共に可笑しいものとして描こうとしたため、実際よりは誇張されている。

ギリシア人アルビキウスよ、もはやローマ人でもサビニ人でもなく、

勇敢なケントゥリオたちを生んだ故郷を捨てたのか？

...

なのに私がアテネに来ると

汝は私に敬意を払いに来た

私の好きなユーモアを示すため

ギリシア語で「おはよう」と言ったのだ

キケロ『善と悪の究極について』、I, 9.

ミュンツァーによれば、この対立は二人が信じる哲学も影響していた。アルキビウスはストア派のスカエウォラとは異なり、完全なエピクロス派であった。検察側はスカエウォラの友人の出納帳を根拠に責め立てたが、スカエウォラは自己弁護により無罪を勝ち取った。この裁判はアプレイウスの『アポロギア（弁明）』にも書かれているが、スカエウォラを告訴した若者、アルブキウスを栄光ある人物としており、全くの混乱が見られる。この裁判が行われたのは、紀元前119年、あるいは翌年前半と推定される。
この裁判に勝利したこともあって、スカエウォラは紀元前118年末の執政官選挙で当選し、紀元前117年の執政官に就任した。同僚執政官はルキウス・カエキリウス・メテッルス・ディアデマトゥスで、メテッルス家はローマで最も有力な一族であった。現存する資料に残っている、この年の主たる出来事は一つだけで、ディアデマトゥスの従兄弟のルキウス・カエキリウス・メテッルスがダルマティアで勝利し、凱旋式を挙行したというものである。

### その後
執政官任期完了後のスカエウォラに関する記録は少ない。それにもかかわらず、スカエウォラは元老院で大きな影響力を持ち、彼の意見はしばしば決定的なものであったことが知られている。彼が権威を持っていたことは、スカエウォラの義理の息子であるルキウス・リキニウス・クラッススの選挙運動中のことであるが、フォルムに義父がいるのを見て、「有権者に馬鹿なお世辞を言って投票をお願いするところを見られたくない」と、迂回したというエピソードからも窺い知れる。紀元前100年には、元老院と護民官ルキウス・アップレイウス・サトゥルニヌスの対立が決定的となるが、すでに年老いて病気にかかっていたスカエウオラが、公開討論のために議事堂横のコミティウム（民会集会所）に、槍にもたれかかって現れた。このエピソードで、彼は「身体が弱っているにもかかわらず、その精神の強さを示した」。
紀元前90年代の政治闘争においては、スカエウォラの運命は義理の息子で、その時代の最高の弁論者と言われたクラッススの運命と結びついていた。歴史研究家E. ベイディアンによると、クラッススはしばらくの間メテッルス家の派閥の一員であったが、紀元前94年か紀元前93年にクラッススの娘（即ちスカエウォラの孫娘）がガイウス・マリウスの息子（小マリウス）の妻となった。この関係のため紀元前88年にルキウス・コルネリウス・スッラがローマ中心地を占拠し、マリウスを「敵」と宣言する案を元老院に提出したとき、スカエウォラはそれに強く反対した。彼はローマとイタリア全土を救った人物を敵とは認めないと述べたが、誰も彼を支持しなかった。プルタルコスは小マリウスがアフリカに逃げる際に、必要な物資をスカエウォラの所有する農場から得たとしている。
これが資料に残るスカエウォラの最後の記録である。このことから、スカエウォラは紀元前88年かその後すぐに死去したと推定される。晩年には健康状態が悪かったとされるが、それでも80歳を超えて生きたことになる。

## 知的活動
スカエウォラは青年期に、義理の兄であるファンニウスと同様に、パナイティオスに哲学を学んだが、彼の主な関心分野は法律学であった。スカエウォラの功績は、「哲学的範疇を法的根拠に移植したこと」であると考えられている。スカエウォラは「民法の知識とあらゆる種類の知恵によって」際立っていた。彼は法廷に姿を現すことはほとんどなかったが、それを必要とする人には誰でも無料で助言を与えた。
スカエウォラは生徒は取らなかったが、熱心な聴講者には自分の顧客の相談に答えながら教えていた。義理の息子のクラッススも、若いキケロも、スカエウォラから市民法を学んでいた。
キケロは『ブルトゥス』でローマの弁論家を列挙しているが、スカエウォラに関しては「必要な時は弁論も行ったが、弁論家の内には数えられなかった。何と言っても彼が優れていたのは市民法の知識とあらゆる事に対する判断力だった」としている。スカエウォラの弁論のスタイルに関し、最もエレガントな表現をすることができる詩人ガイウス・ルキリウスは以下のように述べている。

彼の言葉の何と優雅に配置されていることか

まるでまだらな紋章とともに、巧みに舗装に埋め込まれた四角い石のようだ。
キケロ『弁論家について』、III, 171.

## 家族
スカエウォラは、紀元前140年の執政官ガイウス・ラエリウス・サピエンスの長女ラエリアと結婚し、二人の娘をもうけた。一人は紀元前95年の執政官ルキウス・リキニウス・クラッススの妻となり、もうひとりはマニウス・アキリウス・グラブリオ（紀元前122年頃護民官）と結婚した。リキニウスには二人の娘（即ちスカエウォラの孫）がおり、何れもスカエウォラの存命中に結婚している。一人はプブリウス・コルネリウス・スキピオ・ナシカ（紀元前93年頃ヒスパニア属州総督）と、もう一人は小マリウスと結婚した。ポンペイウス派の有力人物であるクィントゥス・カエキリウス・メテッルス・ピウス・スキピオ・ナシカはひ孫である。
紀元前54年の護民官クィントゥス・ムキウス・スカエウォラは孫であるとの説もある。そうであるとすれば、スカエウォラには娘だけではなく息子もいたことになる。

## 参考資料

### 古代の資料
- アウレリウス・ウィクトル『共和政ローマ偉人伝』
- アプレイウス『アポロギア（弁明）』
- ウァレリウス・マクシムス『有名言行録』
- エウトロピウス『首都創建以来の略史』
- プルタルコス『対比列伝』
- マルクス・トゥッリウス・キケロ『ブルトゥス』
- マルクス・トゥッリウス・キケロ『友情について』
- マルクス・トゥッリウス・キケロ『善と悪の究極について』
- マルクス・トゥッリウス・キケロ『弁論家について』
- マルクス・トゥッリウス・キケロ『アッティクス宛書簡集』
- マルクス・トゥッリウス・キケロ『ガイウス・ラビリウス弁護』

### 研究書
- Albrecht M. History of Roman Literature. - M .: Greco-Latin office, 2002 .-- T. 1. - 704 p. - ISBN 5-87245-092-3 .
- Bobrovnikova T. Everyday life of the Roman patrician in the era of the destruction of Carthage. - M .: Molodaya gvardiya, 2001 .-- 493 p. - ISBN 5-235-02399-4 .
- Bobrovnikova T. Cicero. - M .: Molodaya gvardiya, 2006 .-- 532 p. - ISBN 5-235-02933-X .
- Bedian E. Zepion and Norban (Notes on the Decade of 100-90 BC)  // Studia Historica. - 2010. - number X . - S. 162-207 .
- Egorov A. Muzii Stsevola, Licinia Crassa and Julia Caesari (Roman intelligentsia and the crisis of the late 1st - early 2nd centuries BC) // Mnemon. - 2003. - No. 2 . - S. 191-204 .

Z*aborovsky Y. Some aspects of the political struggle in the Roman Senate (40-20-ies of the II century BC) // Bulletin of ancient history. - 1977. - S. 182-191 .
- Korolenkov A., Smykov E. Sulla. - M .: Molodaya gvardiya, 2007 .-- 430 p. - ISBN 978-5-235-02967-5 .
- Trukhina N. Politics and Politics of the "Golden Age" of the Roman Republic. - M .: Publishing house of Moscow State University, 1986 .-- 184 p.
- Broughton T. Magistrates of the Roman Republic. - New York, 1951. - Vol. I. - P. 600.

L*ong G. Q. Mucius scaevola, called the augur 6) // William Smith: Dictionary of Greek and Roman Biography and Mythology. - 1870 .-- T. 3 . - S. 733 .
- Münzer F. Mucius // RE. - 1933 .-- T. XVI, 1 . - S. 412-414 .
- Münzer F. Mucius 21 // RE. - 1933 .-- T. XVI, 1 . - S. 430-436 .